# Heather McComb
Heather McComb (Lakewood (New Jersey), 2 maart 1977) is een Amerikaanse actrice en filmproducente.

## Biografie
McComb werd geboren in Lakewood (New Jersey) en groeide op in Barnegat. Zij was van 2003 tot en met 2010 getrouwd met acteur James Van Der Beek.
McComb begon in 1989 als jeugdactrice met acteren in de film New York Stories, waarna zij nog meerdere rollen speelde in films en televisieseries. Zij speelde onder anderen in Beethoven's 2nd (1993), Profiler (1997-1998), Party of Five (1998-1999), Prison Break (2008) en The Event (2010-2011). In 1993 werd zij genomineerd voor een Young Artist Award voor haar rol in de film Stay Tuned in de categorie Beste Jonge Actrice in een Bijrol in een Film.

## Filmografie

### Films
- 2022 Shooting Star - als Mary
- 2022 The Wedding Pact 2: The Baby Pact - als Rachel Carter
- 2022 Gift of Murder - als Shannon
- 2022 Dangerous Cheaters - als Fiona
- 2021 The Cleaner - als Laura Russell
- 2020 Mommy Is a Murderer - als Lena
- 2019 Most Likely to Murder - als Laura
- 2019 Manipulated - als Sara
- 2019 Cradle Robber - als Nancy
- 2018 Deadly Lessons - als Beth
- 2017 Girl Followed - als Abby
- 2017 Sweet Home Carolina - als Diane Lawrence
- 2016 Day of Reckoning - als Laura
- 2016 Silver Skies - als Francine
- 2015 Battle Scars - als Michelle
- 2015 Paranormal Abduction - als Rebekah
- 2011 Love, Gloria - als Gloria
- 2011 Cornered - als Janette
- 2010 The Somnambulist - als Rebekah
- 2009 2012: Supernova - als Laura
- 2009 Chasing the Green - als Lynn
- 2008 Shark Swarm - als Amy Zuckerman
- 2008 Ocean of Pearls - als Susan Clark
- 2006 Steel City - als Lucy Jones
- 2003 All the Real Girls - als Mary-Margaret
- 2002 Devious Beings - als Jodie
- 2001 Don's Plum - als Constance
- 2000 Artie - als Emily Miller
- 2000 If These Walls Could Talk 2 - als Diane
- 1999 Anywhere But Here - als Janice Pearlman
- 1999 2 Little, 2 Late - als Holly Shannon
- 1999 The Joyriders - als Crystal
- 1999 Freak Talks About Sex - als Nichole
- 1998 Wild Horses - als Autumn
- 1998 Where's Marlowe? - als vrouw met trofee
- 1998 Apt Pupil - als Becky Trask
- 1996 No One Would Tell - als Nicki
- 1996 Generation X - als Jubilation Lee / Jubilee
- 1996 God's Lonely Man - als Christiane Birsh
- 1993 Beethoven's 2nd - als Michelle
- 1992 Stay Tuned - als Diane Knable
- 1991 Kickboxer 2: The Road Back - als Lisa
- 1989 New York Stories - als Zoe

### Televisieseries
Uitgezonderd eenmalige gastrollen.
- 2022 American Gigolo - als Rachel - 3 afl.
- 2014 Ray Donovan - als Patty - 4 afl.
- 2010-2011 The Event - als Angela Collier - 7 afl.
- 2008 Prison Break - als Rita Morgan - 4 afl.
- 1998-1999 Party of Five - als Maggie - 11 afl.
- 1997-1998 Profiler - als Frances Malone - 24 afl.
- 1990 The Outsiders - als Belinda 'Scout' Jenkins - 13 afl.

### Filmproducente
- 2015 Battle Scars - film